# Zexcs
Y.K. Zexcs (jap. 有限会社ゼクシズ, Yūgen-gaisha Zekushizu, stilisiert meist groß ZEXCS geschrieben) ist ein japanisches Animationsstudio mit Sitz in Koganei, Präfektur Tokio. Es wurde am 23. Januar 1998 gegründet und wurde durch Produktionen wie Sister Princess oder Chrome Shelled Regios bekannt. Dabei pflegte es häufig mit dem Animationsstudio feel. eine engere Zusammenarbeit.

## Produktionen

### Fernsehserien
- 2001: Sister Princess
- 2002: Kikō Sennyo Rōran
- 2002: Sister Princess – Re Pure
- 2003: D.C. – Da Capo
- 2004: Final Approach
- 2005: Canvas 2 – Niji-iro no Sketch
- 2005: Suki na Mono wa Suki Dakara Shōganai!!
- 2006: Mamoru-kun ni Megami no Shukufuku o!
- 2007: Rental Magica
- 2008: H2O – Footprints in the Sand
- 2008: Macademi Wasshoi!
- 2008: Wagaya no Oinari-sama.
- 2009: Chrome Shelled Regios
- 2009: Umi Monogatari – Anata ga Ite Kureta Koto
- 2010: Chū-Bra!!
- 2010: Densetsu no Yūsha no Densetsu
- 2010: Fortune Arterial: Akai Yakusoku
- 2010: Omamori Himari
- 2011: Onii-chan no Koto Nanka Zenzen Suki Janain Dakara ne!!
- 2012: Sukitte Ii na yo.
- 2013: Aku no Hana
- 2013: Cuticle Tantei Inaba
- 2013: Diabolik Lovers
- 2014: Mangaka-san to Assistant-san to: The Animation
- 2014: Shōnen Hollywood – Holly Stage for 49
- 2015: Diabolik Lovers: More, Blood
- 2015: Ketsuekigata-kun! 3
- 2015: Shōnen Hollywood – Holly Stage for 50
- 2016: Fune o Amu
- 2016: Ketsuekigata-kun! 4
- 2017: Frame Arms Girl

### Weitere Anime-Produktionen
- 1999: Tōkyō Jusshōden (OVA)
- 2001: Kizuna (OVA)
- 2002: Happy World! (OVA)
- 2006: In a Distant Time – The Movie: Ein Tanz im Mondlicht (Film)
- 2007: Saishū Shiken Kujira (Web-Anime)
- 2008: D.C.if – Da Capo if (OVA)
- 2016: Kurage no Shokudō (OVA)